# Wehrkreis VII
Het Wehrkreis VII (München)  (vrije vertaling: 7e militaire district (München)) was een territoriaal militaire bestuurlijke eenheid tijdens de Weimarrepubliek, en later van het nationaalsocialistische Duitse Rijk. Het bestond vanaf 1919 tot 1945. Het omvatte aanvankelijk geheel Beieren van de rechteroever van de Rijn.
In 1937 scheidde het Wehrkreis XIII (Nürnberg) van het Wehrkreis VII (München). Het Wehrkreis VII (7e militaire district) was verantwoordelijk voor de militaire veiligheid van het district van een deelstaat Schwaben, Oberbayern, Niederbayern en Oberpfalz.

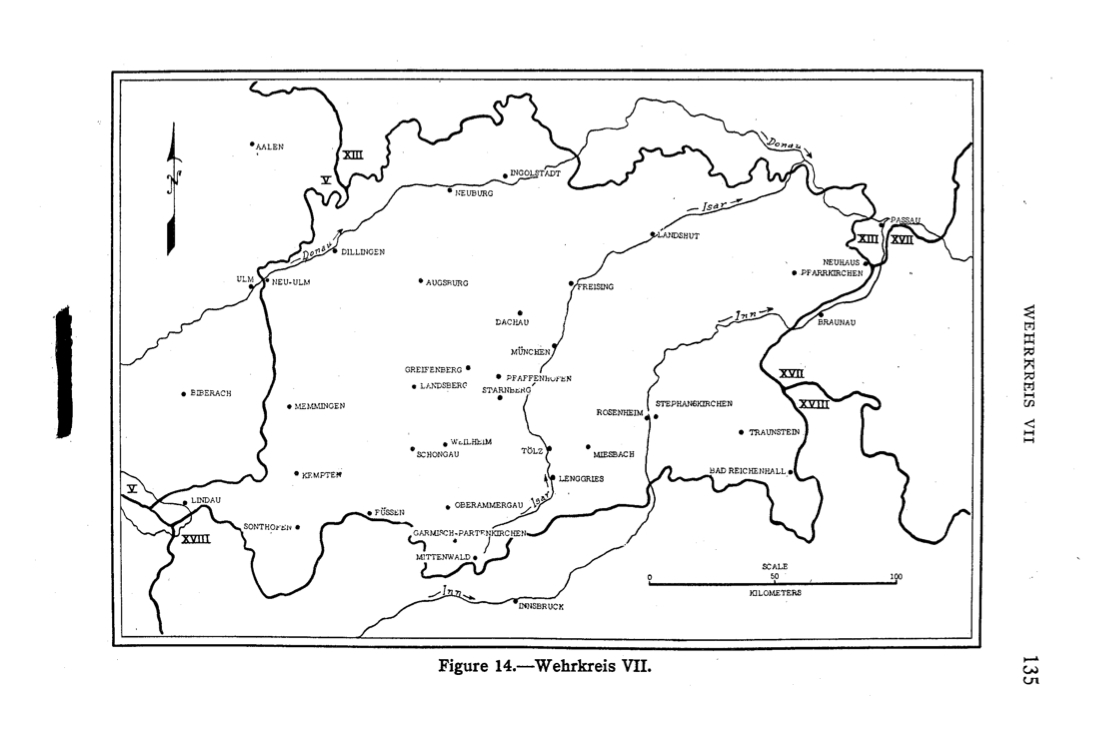
Kaart van het Wehrkreise VII in 1944.

Het Wehrkreis was ook verantwoordelijk voor de bevoorrading en training van delen van het leger van de Reichswehr of de Wehrmacht in het gebied.
Het hoofdkwartier van het Wehrkreis VII  (7e militaire district) was gevestigd in München in Westfalen.
Het Wehrkreis VII  (7e militaire district) had een Wehrersatzbezirk (vrije vertaling: een reserve militaire districten) München.

## Bevelhebbers[3]
| Rang                   | Naam                             | Begin                               | Eind                    | Opmerking |
| ---------------------- | -------------------------------- | ----------------------------------- | ----------------------- | --------- |
| Generalleutnant        | Arnold von Möhl                  | 1 oktober 1920                      | 1 januari 1923          |           |
| Generalleutnant        | Otto von Lossow                  | 1 januari 1923                      | 20 maart 1924           |           |
| Generalleutnant        | Friedrich Kress von Kressenstein | 20 maart 1924                       | 31 december 1927        |           |
| Generalleutnant        | Adolf von Ruith                  | 1 januari 1928                      | 31 januari 1930         |           |
| Generalleutnant        | Wilhelm Ritter von Leeb          | 1 februari 1930                     | 1 oktober 1933          |           |
| General der Infanterie | Wilhelm Adam                     | 1 oktober 1933                      | 1 oktober 1935          |           |
| General der Artillerie | Walter von Reichenau             | 1 oktober 1935                      | 4 februari 1938         |           |
| General der Infanterie | Eugen von Schobert               | 4 februari 1938                     | 26 augustus 1939        |           |
| General der Artillerie | Edmund Wachenfeld                | 26 augustus 1939 - 1 september 1939 | 1 maart 1943            |           |
| General der Infanterie | Karl Kriebel                     | 1 maart 1943                        | 12 april 1945           |           |
| Generalleutnant        | Heinrich Greiner                 | 12 april 1945                       | 6 mei 1945 - 8 mei 1945 |           |

## Politie
Höherer SS- und Polizeiführer (HSSPF):
- Karl von Eberstein (12 maart 1938 - 20 april 1945[13])

Inspekteur der Ordnungspolizei (IdO)
- Karl Schweinle (1 april 1937 - 15 augustus 1937[14])
- Otto von Oelhafen (15 december 1943 - 1 februari 1944[15])

## Höherer Kommandeur der Kriegsgefangenen
- SS-Obergruppenführer Karl von Eberstein (1 oktober 1944 - 20 april 1945[13])